# Erik Almquist (botanist)
Erik Gustaf Almquist, född 14 januari 1892 i Funbo församling, Uppsala län, död 29 september 1974 i Helga Trefaldighets församling, Uppsala, var en svensk botaniker. 

## Biografi
Alquist var brorson till Sigfrid Almquist och Ernst Almquist. Han tog fil.dr-examen vid Uppsala universitet 1929. Han var lektor i Eskilstuna 1931–1958. Han fortsatte utgivandet av Thorgny O.B.N. Krok och Sigfrid Almquists Svensk flora för skolor. Almquist gav 1929 ut det betydande verket Upplands vegetation och flora och 1965 Flora Upsaliensis – Uppsalatraktens växter. Almquist studerade ingående fibblesläktet Hieracium. Han är begravd på Uppsala gamla kyrkogård.